# Jordpassage
Jordpassage benämns det som inträffar när vår egen planet Jorden passerar framför solen sett från Mars, men även från Jupiter, Saturnus, Uranus och Neptunus. Jorden kan då ses som en liten svart skiva som långsamt rör sig över solens yta. 
Den senaste Jordpassagen från Mars skedde den 11 maj 1984 och nästa kommer att ske ungefär etthundra år senare, den 10 november 2084.

## Tidtabell för Jordpassager från Mars[3]
Jordpassagerna inträffar med mellanrummen 26, 79 och 100 år och följer en cykel på 284 år. Ungefär vart tusende år inträffar en ytterligare passage med intervallet 53 år.
| Datum för passage | Tid sen föregående passage |
| ----------------- | -------------------------- |
| 10 november 1595  |                            |
| 5 maj 1621        | 25 år och 176 dagar        |
| 8 maj 1700        | 79 år och 3 dagar          |
| 9 november 1800   | 100 år och 185 dagar       |
| 12 november 1879  | 79 år och 3 dagar          |
| 8 maj 1905        | 25 år och 177 dagar        |
| 11 maj 1984       | 79 år och 3 dagar          |
| 10 november 2084  | 100 år och 183 dagar       |
| 15 november 2163  | 79 år och 5 dagar          |
| 10 maj 2189       | 25 år och 176 dagar        |
| 13 maj 2268       | 79 år och 3 dagar          |
| 13 november 2368  | 100 år och 184 dagar       |
| 10 maj 2394       | 25 år och 178 dagar        |
| 17 november 2447  | 53 år och 191 dagar        |
| 13 maj 2473       | 25 år och 177 dagar        |
| 16 maj 2552       | 79 år och 3 dagar          |
| 15 november 2652  | 100 år och 183 dagar       |
| 13 maj 2678       | 25 år och 179 dagar        |

## Jordpassager observerade från Jorden
En Jordpassage från Mars innebär att Mars är i nära nog perfekt opposition vilket gör att noggranna mätningar kan företas. Vid Jordpassagen 1879 gjorde den amerikanske astronomen Charles Augustus Young noggranna mätningar av planeten Mars. Han erhöll värdet 1/219 eller 0,0046 för polernas avplattning, vilket är ganska nära det moderna värdet, 1/154.

## Jordpassager i litteraturen
En science fiction-novell av Arthur C. Clarke,  "Transit of Earth", skildrar en astronaut som är strandad på Mars, som observerar Jordpassagen 1984 medan han väntar på att dö. Novellen publicerades i Playboys januarinummer 1971.